# 三重寿庵
株式会社三重寿庵（みえことぶきあん、Mie Kotobukian Corp. ）は、三重県鳥羽市に本社を置く日本の菓子卸売業者。寿スピリッツグループの一員で、寿スピリッツグループ共通のスローガン「喜びを創り、喜びを提供する」を掲げる。

## 概要
鳥取県米子市に本社を置く寿製菓（現・寿スピリッツ）が鳥羽地方での販売拡充を狙って設立した企業である。
主に土産用の菓子などの販売を行う。このため、同社の取引先には長島観光開発（ナガシマスパーランド等を経営）、モビリティランド（鈴鹿サーキットモートピアを経営）、近鉄レジャーサービス（志摩スペイン村の親会社）など三重県で観光関連産業を営む業者が名を連ねている。
取引銀行は三重県に地盤を置く百五銀行である。

## 事業所
- 本社（三重県鳥羽市船津町1138-3）
- 鈴鹿支店（三重県鈴鹿市一の宮町1605-2）
- 内宮前店（三重県伊勢市宇治今在家町58） - 伊勢神宮内宮前の土産物店・岩戸屋の中に出店する[3]。

## 沿革
- 1982年（昭和57年）8月30日 - 寿製菓株式会社（現・寿スピリッツ株式会社）が子会社として鳥羽市に「株式会社三重コトブキ製菓」[1]を設立[2]。
- 1983年（昭和58年）9月1日 - 亀山市に亀山営業所を設置[1][2]。
- 1988年（昭和63年）6月26日 - 亀山営業所を亀山支店に改組[2]。
- 1990年（平成2年）6月26日 - 亀山支店を鈴鹿市に移転、鈴鹿支店に改称[1][2]。
- 1992年（平成4年）5月1日 - 本社を現在地に移転[1][2]。
- 1993年（平成5年） - 皇太子徳仁親王が訪れる[4]。
- 1999年（平成11年）5月22日 - 社名を「株式会社三重寿庵」に変更[1][2]。
- 2010年（平成22年）11月16日 - 同年11月11日から11月15日まで新名神高速道路土山サービスエリア（滋賀県甲賀市）で販売されていた「神宮の杜」の賞味期限の誤表記が判明する[5]。

## 主な商品
主力商品
- 伊勢えびせんべい：伊勢えびを煎餅にしたもの。志摩半島特産の青さのり風味のものもある。2013年（平成25年）4月20日に伊勢神宮外宮へ奉納[6]。
- 伊勢茶ゴーフレット：伊勢茶を使用したゴーフレット（ウエハース）。

その他の商品
- 伊勢せん（伊勢醤油、二見の塩）
- 伊勢乃国ラングドシャ：抹茶チョコレートクッキー
- 伊勢の茶大福
- 大内山恵みのチーズケーキ
- 神宮の木立
- 神宮の杜：蒸しケーキ
- 真珠の塩 しおみ餅

など